# Orion (mythologie)

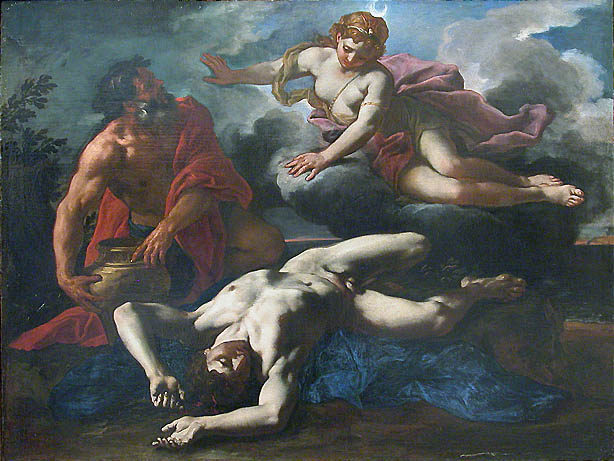
Diana naast het dode lichaam van Orion.

Orion (Oudgrieks: Ὠρίων of Ὠαρίων) is een figuur uit de Griekse mythologie. Hij was volgens de overlevering een uitmuntend jager afkomstig uit Thebe en de enige persoon op wie Artemis, de godin van de jacht, verliefd raakte. 
Volgens een andere versie was Orion een Gigant geschapen om Apollo en Artemis te vernietigen. Hij besloot echter om zijn eigen lot te kiezen en werd, na een paar jaar als vrije jager over aarde te zwerven, jager bij het hof van koning Oenopion van Chios, een zoon van Ariadne en Dionysos. Hij werd verliefd op de koning zijn dochter Merope. Na een tijdje kwam Orion bij haar op de kamer, maar in plaats van op zijn avances in te gaan, begon ze te gillen totdat haar vader met zijn soldaten naar haar kamer kwam en Orion overmeesterde. Koning Oenopion stak als straf Orion zijn ogen uit en verbande hem uit Chios. Orion dwaalde blind rond op aarde tot hij Hephaistos tegenkwam die medelijden met hem kreeg en nieuwe ogen voor hem ontwierp. Nu dwaalde Orion opnieuw als vrije jager rond op aarde tot hij Artemis en haar jageressen tegenkwam. Artemis liet hem toe in de jacht en Orion werd zo goed dat hij zich bijna kon meten met Artemis en Apollo zelf. Op den duur werd Artemis verliefd op Orion.
De broer van Artemis, Apollo, keurde echter deze liefde af, en stuurde een reusachtige schorpioen achter Orion aan. In een poging om aan het monster te ontsnappen dook Orion in zee en zwom in de richting van Delos. Apollo zag dat, riep zijn zus en wees naar het hoofd van Orion. "Zie je die man daar zwemmen?" vroeg hij. "Dat is een misdadiger die een van je nimfen heeft verkracht! Wedden dat je hem niet kunt raken?" Dit liet Artemis zich geen tweemaal zeggen. Zonder verder na te denken greep zij haar boog en trof de stip in de verte. Toen zij merkte wat zij had aangericht, was zij ontroostbaar en probeerde Orion op haar manier onsterfelijk te maken. Zij zette zijn sterrenbeeld aan de nachtelijke hemel, waar hij voor eeuwig de Schorpioen probeert te ontvluchten. Zelf besloot zij nooit meer op iemand verliefd te worden.
Volgens Homeros (in diens epos Ilias) was Seirios (Σείριος) de favoriete jachthond van Orion. Toen de laatste in een sterrenbeeld veranderde, geschiedde dit ook met diens hond. Zo ontstond de hondster Sirius.